# Wilker Barreto
Maurício Wilker de Azevedo Barreto nasceu em 1º de agosto de 1976 em Manaus, vivenciou sua infância no bairro Parque 10 de Novembro, junto aos seus pais e irmãos. Filho de Lenir Pires de Azevedo Barreto e José Maurício de Lavor Barreto, têm dois irmãos: Wilame Barreto e Adriano Barreto. 
É um apaixonado torcedor do Vasco da Gama, além de ser católico e devoto de Nossa Senhora de Aparecida. Casado desde 2015 com Camila Barreto, pai de dois filhos.
No campo acadêmico, cursou o ensino fundamental na Escola Álvaro Botelho Maia e o ensino médio no Centro Educacional Integrado de Manaus (Ceima). Em 1996 foi aprovado no vestibular para cursar ciências econômicas pela Universidade Federal do Amazonas (UFAM), onde concluiu o curso em 2002. 
Posteriormente, especializou-se em Políticas Públicas e Engenharia de Negócios pelo Centro Universitário do Norte (Uninorte) e em Engenharia Financeira pelo Centro Universitário de Ensino Superior do Amazonas (Ciesa).  Em 2009, tornou-se mestre em Sustentabilidade e Meio Ambiente pela UFAM e em 2023 conquistou título de doutor em Administração de Empresa pela Universidade de Fortaleza (UNIFOR).
Iniciou sua trajetória política em 2000, concorrendo pela primeira vez ao cargo de vereador pelo Partido da Frente Liberal (PFL), sem êxito. Dois anos depois, em 2002, candidatou-se ao cargo de deputado estadual pelo Partido Social Cristão (PSC), recebendo 4.162 votos.
Em 2004, tentou novamente uma vaga na Câmara Municipal de Manaus, obtendo 1.753 votos pelo PSC. Finalmente, em 2008, conquistou o mandato de vereador pelo Partido Humanista da Solidariedade (PHS) com 7.176 votos, para a 15ª Legislatura. Nesse período, foi vice-líder do então prefeito Amazonino Mendes (PTB) durante o mandato de 2009 a 2013.
Reeleito em 2012 para a 16ª Legislatura, tornou-se líder do prefeito Arthur Virgílio Neto (PSDB) na Câmara Municipal de Manaus, no biênio 2013-2014. Em 2014, concorreu ao cargo de deputado federal pelo PHS, obtendo 16.064 votos. Em 2015, foi eleito presidente da Câmara Municipal de Manaus no biênio de 2015-2016.  Na eleição de 2016, foi novamente reeleito vereador para a 17° Legislatura e  reeleito para administrar a Câmara Municipal de Manaus no biênio 2017-2018.
Wilker Barreto assumiu como Prefeito de Manaus, inúmeras vezes, após a renúncia do vice-prefeito de Arthur Virgílio Neto (PSDB), Hyssa Abrahim (PPS), por ser o primeiro na linha sucessória para substituir na ausência do titular o cargo de prefeito. 
Na eleição complementar que teve no estado do Amazonas em 2017, concorreu ao cargo de governador do Amazonas, pelo PHS, obtendo 22.623 votos. No ano seguinte, concorreu ao cargo de deputado estadual pelo partido PHS onde foi eleito com 29.275 votos, consolidando ainda mais sua influência política.
Nas eleições de 2020, o partido Podemos, lançou Amazonino Mendes candidato a prefeito e Wilker Barreto, como vice-prefeito, alcançando 234.088 votos e perdendo a eleição por uma margem estreita de 1%. 
Em 2022, foi reeleito deputado estadual pelo partido Cidadania, com 24.134 votos, continuando sua trajetória de sucesso e dedicação ao serviço público. Ao longo de sua carreira, Wilker tem se destacado por seu compromisso com a transparência, sustentabilidade e gestão eficiente. Suas iniciativas e liderança deixaram um impacto duradouro na política do Amazonas, beneficiando tanto a população quanto o desenvolvimento do Estado.
Wilker Barreto sempre esteve em posição de destaque na política, assumindo a presidência  de partidos políticos no Estado do Amazonas. De 2012 até março de 2019 foi Presidente da Executiva Estadual do PHS. Assumindo em abril de 2019 o comando da Executiva Estadual do Podemos, permanecendo no cargo  até março de 2022. 
Em março de 2024, assumiu a presidência Executiva Estadual do Mobiliza, seu atual partido. 
Wilker Barreto foi autor de leis importantes para a sociedade manauara. Engajado em pautas relevantes para o município, que impactam positivamente a vida dos cidadãos de Manaus. Os Projetos de Leis sancionados durante seu mandato enquanto vereador;
Lei de nº 1.383 - 6 de novembro de 2009: Determina a cassação dos alvarás de funcionamento de casas de diversões, boates, casas de shows, hotéis, motéis, pensões, bares, restaurantes e estabelecimentos congêneres que permitirem a prática ou fizerem apologia, incentivo, mediação ou favorecimento à prostituição infantil ou à pedofilia na cidade de Manaus.
Lei de nº 017 - 10 de agosto de 2009: Altera o Art. 334 da LOMAN e institui a meia entrada nos espetáculos musicais, teatrais, circenses, cinematográficos e esportivos aos professores da cidade de Manaus.
Lei de nº 019 - 30 de setembro de 2009: Cria a Frente Parlamentar Municipal do Terceiro Setor no Município de Manaus e dá outras providências.
Lei de nº 063 de março de 2009: Dispõe sobre a implantação de coleta seletiva de lixo em shopping centers e centros comerciais no Município de Manaus e dá outras providências.
Lei de nº 066 de março de  2009: Determina a implantação de serviço obrigatório de pronto atendimento odontológico a paciente com necessidades especiais.
Lei de nº 069  de 30 de março de 2009: Altera a Lei nº 625, de 25 de outubro de 2001, que estabelece normas para declaração de Utilidades Públicas e dá outras providências.
Lei de nº 167 de maio de 2009: Institui a Política Municipal de Combate ao Aquecimento Global e às Mudanças Climáticas, e dá outras providências.
Lei de nº 266 de 03 de agosto de 2009: Determina a cassação dos alvarás de funcionamento de casas de diversões, boates, casa de shoms, hotéis, motèis, pensões, bares, restaurantes e estabelecimento congêneres que permitem a prática ou fizerem apologia, incentivo, mediação ou favorecimento à prostituição infantil ou à pedofilia no Município de Manaus.
Lei de nº 277 de agosto de 2009: Dispõe sobre a substituição escalonada das sacolas e sacos plásticos, utilizadas para acondicionamento de produtos e mercadorias no Município de Manaus, nos locais que especifica,e dá outras providências
Lei de nº 285 de agosto de 2009: Determina a obrigatoriedade da instalação de bebedouros públicos nos Terminais de Ônibus no Municípios de Manaus e dá outras providências
Lei de nº de 1.377 de 20 de outubro de 2009: Dispõe sobre a adaptação ou construção de banheiros masculinos e femininos para pessoas com necessidades especiais, usuários de cadeiras de rodas e aparelhos ortopédicos. Restaurantes, bares, casas noturnas e similares, de atendimento à população, estão inseridas na lei.
Lei de nº de 1.364 de 19 de agosto de 2009: Proíbe o consumo de cigarros, cigarrilhas, charutos, cachimbos e derivados em ambientes de uso coletivo em Manaus. Nesses locais deverá ser afixado aviso da proibição, em pontos de ampla visibilidade, com indicação de telefone e endereço dos órgãos municipais responsáveis pela vigilância sanitária e pela defesa do consumidor. 
Lei de nº 1.461 de 17 de maio de 2010: Obriga os hospitais e maternidades da cidade de Manaus a prestarem assistência especial às parturientes cujos filhos recém-nascidos apresentem qualquer tipo de deficiência ou patologia crônica que exija tratamento continuado, constatado ainda durante o período de internação para o parto.
Lei de nº 246 de 24 de agosto de 2010: Dispõe sobre a obrigatoriedade de guia de turismo devidamente credenciado pelo Ministério do Turismo ou órgão delegado em excursões de turismo na capital. Empresas, agências, organizações e afins que infringirem estão sujeitas à multa de R$1 mi a R$ 5 mil e de R$5 mil a R$10mil. Reincidentes podem ter alvará cassado.
Lei de nº 005 32 de agosto de 2010: Acrescenta o Inciso IX ao Art. 43 da Lei 674, de 04 de Novembro de 2002, relativo ao Licenciamento e Fiscalização e Logradouros, que integra o Conjunto de Posturas do Município de Manaus, Estado do Amazonas, e dá outras providências.
Lei de nº 008 de 02 de agosto de 2010: Institui a Conferência Municipal Manaus Mais Limpa no âmbito da Câmara Municipal de Manaus e dá outras providências.
Lei de nº 81 de 05 de abril de 2010: Determina a cassaçao dos alvarás de funcionamento dos estabelecimentos comercias que praticarem a venda, revenda, distribuição doação e comercialização das "pulseiras do sexo" ou cordões,acessórios,adornos,enfeites, broches e afins que remetam à mesma prática no Município de Manaus.
Lei de nº  254 de 01 de dezembro de 2010: Institui a Política Municipal de Combate ao Aquecimento Global e às Mudanças Climáticas, e dá outras providências.
Lei de nº 1.404 de 18 de janeiro de 2010: Dispõe sobre a implantação de coleta seletiva de lixo em shopping centers e centros comerciais no Município de Manaus e dá outras providências.
Lei de nº 1.461 de 17 de maio de 2010: Dispõe sobre assistência especial Às parturientes cujos filhos recèm- nascidos sejam portador de deficiência e dá outras providências.
Lei de nº 067 de 22 de março de 2011: Alteração do Art. 91 da Lei 1.273, de 20 de 2008 e dá outras providências.
Lei de nº 160 de 22 de agosto de 2011: Institui o Dia 21 de Setembro como o " DIA MUNICIPAL PELA PAZ NO TRÂNSITO" no Calendário Oficial do Município de Manaus.
Lei de nº 208 de 04 de outubro de 2011: Altera a Denominação da Avenida Via Láctea, localizada na Zona Centro - Sul de Manaus, no Bairro do Aleixo, que passa a ser chamada de Gabriel Correia Pedrosa e dá outras providências.
Lei de nº 068 de 11 de novembro de 2011: Cria a Frente Parlamentar Municipal do Terceiro Setor no município de Manaus e dá outras providências.
Lei de nº 072 de 12 de julho de 2011: Institui a meia - entrada nos espetáculos musicais, teatrais, circenses, cinematográficos e esportivos aos professores da cidade de Manaus.
Lei de nº 1.648 de 12 de março de 2012: Institui o Programa de Reciclagem, Reutilização ou Reaproveitamento de Garrafas PET ou plásticas em geral em Manaus. As empresas produtoras, distribuidoras e envasadoras deverão criar e manter programas de reciclagem, reutilização ou reaproveitamento, dando-lhes destinação final que evite danos ao meio ambiente.
Lei de nº de 312 de 28 de agosto de 2012: Institui a Tarifa Social de Água e Esgoto para aposentados, idosos, portadores de necessidades especiais e cidadão de baixa renda que residam em unidades habitacionais unifamiliares. Todos devem estar inscritos no Cadastro Único para Programas Sociais do Governo Federal e ter renda familiar mensal per capita menor ou igual a meio (1/2) salário mínimo nacional. 
Lei de nº 301 de 20 de março de 2012: Proíbe a cobrança de taxa de religação do fornecimento de água e rede de esgoto pela empresa concessionária deste serviço público nos imóveis residenciais, industriais e comerciais na cidade de Manaus.
Lei de nº 1.637 de 12 de janeiro de 2012: Institui o dia 21 de setembro como o ‘Dia Municipal pela Paz no Trânsito’, no calendário oficial da cidade de Manaus.
Lei de nº 1.752 de 3 de outubro de 2013: Estabelece a cobrança de tarifa fracionada de estacionamento em Manaus. Nela, fica assegurada a cobrança proporcional ao tempo de serviço efetivamente prestado aos usuários dos estacionamentos particulares de veículos. Ainda de acordo com a lei, a taxa deve ser calculada de acordo com a fração de hora utilizada. 
Lei de nº 353 de 17 de dezembro de 2013: Altera a redação da lei 1.254 de 1º de julho de 2008, que trata sobre o transporte coletivo de escolares na cidade de Manaus. Para operar o serviço de transporte escolares, os veículos deverão ter capacidade acima de cinco passageiros, incluindo motorista, além de estarem licenciados no município de Manaus.
Lei de nº 1.925 de 13 de novembro de 2014: Institui no calendário oficial do município o ‘Agosto Dourado’, mês de reflexão sobre a importância do aleitamento materno por meio de palestras, seminários, workshops, campanhas e mobilizações, além de estabelecer comitê municipal de coordenação da amamentação e adotar legislação que proteja a mulher que amamenta no trabalho.
Lei nº 318 24 de fevereiro de 2014: Dispõe sobre a Proibição da Venda e de uso de Cerol em Áreas Públicas e de uso comum, e dá outras providências.
Lei nº 504 de 28 de fevereiro de 2014: DISPÕE sobre a obrigatoriedade dos estabelecimentos Bancários, disponibilizarem Cédulas de Dinheiro da forma como especifica,e dá outras providências.
Lei nº 221 de 25 de fevereiro de 2014: Torna Obrigatório o Serviço de Remoção dos Pacientes portadores de Doenças renais em tratamento nos hospitais públicos e nas clínicas de hemodiálise conveniada ao sistema único de saúde, e das outras providências
Lei nº 48 de 26 de março de 2014: Dispõe sobre a Cota para o Exercício de Atividade Parlamentar - CEAP e dá outras providências.
Lei nº 159 de abril de 2015: Reconhece as Cidades Irmãs, a Cidade de Manaus e a Cidade de Austin, capital do Texas nos Estados Unidos da América e dá outras providências.
Lei nº 2.155/16 de julho de 2016: Prevê celeridade na regularização de imóveis em situação irregular, construídos antes de novembro de 2002 e desburocratiza o processo. A aprovação possibilita a regularização, em menos de 90 dias, de edificações, acréscimos e reformas, assim como de residências com até 200m2 e no máximo 2 pavimentos.
Lei nº  2241/17 de 4 de setembro de 2017: O atendimento preferencial a idosos, previsto na Lei Federal nº 10.741/2003 far-se-á não somente pela disponibilização de guichês ou unidades de atendimento exclusivos, quando assim dispostos pelo estabelecimento, mas pela garantia de preferência no atendimento em qualquer dos guichês ou unidades.
Lei nº 37 de agosto de 2017: Regulamenta o atendimento Preferencial à pessoa idosa em estabelecimentos públicos ou privados, na forma que indica. 
Lei nº 1 de março de 2018: Institui no calendário oficial do município de Manaus o "Março Lilás", dedicado à realização de ações de combates ao câncer de colo de útero e dá outras providências.
Lei n°35 setembro de 2018: Dispõe sobre isenção no pagamento de taxas de inscrição em concursos públicos, no âmbito no Município de Manaus aos cidadãos que prestem serviços à Justiça Eleitoral no período de eleição e dá outras providências. 
Wilker Barreto, inspirado por seu pai, ingressou na política com uma missão clara: defender os interesses da população manauara. Ele foi eleito vereador de Manaus e serviu três mandatos consecutivos, de 2009 a 2018, sempre demonstrando um compromisso incansável com o progresso e bem-estar da cidade. Durante esse período, comandou a Câmara Municipal de Manaus (CMM) em duas legislaturas consecutivas, de 2015 a 2018, implementando uma gestão marcada por transformações significativas.
Liderança Transformadora
Durante seu mandato como presidente da CMM, Wilker Barreto trouxe uma visão transformadora, honesta e impactante. Ele se destacou pela modernização da infraestrutura legislativa, promovendo um ambiente mais funcional e eficiente. Sua gestão foi pautada pela transparência e participação popular, com a implementação de sistemas que facilitaram o acesso da população às informações sobre o uso de recursos públicos e decisões legislativas.
Melhorias Estruturais no Parlamento Municipal
Reforma da Mini Vila Olímpica do Santo Antônio -  uma das realizações mais notáveis de Wilker Barreto foi a revitalização da Mini Vila Olímpica Jair Sampaio no bairro Santo Antônio. Através de uma parceria inédita entre a Prefeitura e a Câmara Municipal, foram destinados R$ 3 milhões para a reforma do centro de esporte e lazer, beneficiando os moradores da região. A revitalização incluiu a construção de um estacionamento com 84 vagas, acesso gratuito à internet e rampas de acessibilidade, melhorando significativamente a qualidade de vida dos moradores.
Construção do Auditório Zany dos Reis - Wilker também ampliou a estrutura física do Parlamento Municipal com a construção do Auditório Zany dos Reis, em homenagem ao ex-presidente da Câmara. Com capacidade para 236 pessoas, o auditório oferece conforto, acessibilidade e equipamentos de última geração, simbolizando o respeito à história e ao progresso da cidade. A construção, concluída em apenas sete meses, é um exemplo claro de eficiência e visão de futuro.
Construção do Prédio Anexo e Adequação da CMM - a construção do Anexo Luizinho Souza e a adequação do Prédio Sede foram conquistas importantes da gestão de Wilker Barreto. Com a criação de novos gabinetes, salas de comissões, reunião de vereadores, atendimento ao consumidor, corregedoria e ouvidoria, a estrutura física da CMM foi significativamente ampliada e modernizada. A obra, marcada pela transparência e eficiência, foi a primeira a ser fiscalizada em tempo real pelo Tribunal de Contas do Estado, com um investimento de R$ 4,4 milhões.
Melhorias nas Atividades Administrativas
Modernização do Almoxarifado e Gestão Patrimonial - Wilker Barreto modernizou o almoxarifado da CMM, otimizando o espaço e implantando o sistema SIOF para facilitar a gestão dos materiais. Além disso, implementou um sistema de controle de patrimônio, garantindo a transparência e responsabilidade na administração pública. A partir de 2016, a CMM passou a realizar anualmente o inventário físico de seu patrimônio, demonstrando o compromisso com a correta aplicação dos recursos.
Tecnologia e Inovação
Arquivo Central e Sistema Câmara Digital - A criação do Arquivo Central e a implementação do sistema Câmara Digital foram marcos importantes da gestão de Wilker Barreto. Esses projetos transformaram a gestão de documentos e processos legislativos, trazendo agilidade e economia para a administração da CMM. A modernização do parque de informática e a melhoria no acesso à internet também foram destaques, proporcionando mais eficiência e segurança nas operações legislativas.
Pessoas
Plano de Cargos, Carreiras e Salários e Programa de Aposentadoria Voluntária Incentivada (PAVI) - Wilker Barreto demonstrou seu compromisso com os servidores ao criar o Plano de Cargos, Carreiras e Salários e o Programa de Aposentadoria Voluntária Incentivada (PAVI). Essas iniciativas proporcionaram melhores condições de trabalho, valorizando o esforço e dedicação dos servidores da CMM. Além de anual ter realizado a reposição salarial, com ganho real para os servidores da casa legislativa.
Compromisso com o Meio Ambiente
Certificações Ambientais e Ações Sustentáveis Durante sua gestão -  a CMM conquistou certificações importantes, como a ISO 9001 e a ISO 14001, refletindo uma administração eficiente e sustentável. Wilker promoveu ações como coleta seletiva, reutilização da água da chuva e energia sustentável, demonstrando um compromisso sólido com a sustentabilidade e a preservação ambiental.
Parcerias Transformadoras
Parcerias com o Tribunal de Justiça do Amazonas e CIEE - Wilker Barreto estabeleceu parcerias importantes com o Tribunal de Justiça do Amazonas e o Centro de Integração Empresa-Escola (CIEE). Projetos como "Uma Nova Escolha" e o programa de qualificação profissional beneficiaram centenas de jovens em situação de vulnerabilidade, promovendo inclusão social e redução da reincidência criminal.
Finanças
Resultados Financeiros - Durante o mandato na Câmara Municipal de Manaus, Wilker Barreto concentrou esforços em promover uma gestão pública responsável e eficiente. No início da sua gestão implementou medidas para melhorar a administração financeira, racionalizando recursos e reduzindo desperdícios. Com uma gestão visionária, aumentou os rendimentos e aplicações, enquanto reduziu gastos com contratos em impressionantes 30%.  A introdução do Programa de Aposentadoria Voluntária Incentivada (PAVI) foi um marco, contribuindo não apenas para a redução de custos com pessoal, mas também para uma maior eficiência operacional, liberando recursos para investimentos essenciais.
Sua gestão foi marcada por uma política rigorosa de contenção de despesas, incluindo cortes no consumo de materiais, telefonia e diárias de viagem, promovendo uma administração mais sustentável e alinhada com as necessidades da população. Deixou um legado na Câmara Municipal de Manaus, fundamentado em uma governança transparente e orientada para o futuro, garantindo que os recursos públicos fossem utilizados de maneira eficaz para o benefício de todos os cidadãos.
Iniciou seu mandato como líder da minoria na Assembleia Legislativa do Amazonas (Aleam), se destacado por sua oposição justa, em meio aos 24 deputados é o único que se opõe ao sistema.  Como representante do povo no parlamento estadual, Wilker Barreto desempenhou um papel fundamental como membro titular da Comissão Parlamentar de Inquérito a CPI da Saúde em 2020. A CPI investigou a compra superfaturada de respiradores em uma casa de vinhos, resultando na Operação Sangria da Polícia Federal e na consequente prisão do secretário estadual de saúde, Marcellus Campelo e  empresários.
Wilker Barreto foi o primeiro deputado a adotar a postura fiscalizatória ao longo de toda a história na política amazonense, inspecionando hospitais públicos, escolas públicas e com sua lupa de gestor e economista enxergou irregularidades em contratos, economizando R$ 268.498.757,22.
Na Assembleia Legislativa do Estado do Amazonas (Aleam), preside a Comissão de Indústria, Comércio e Zona Franca de Manaus (ZFM) desde 2019 e participa de outras comissões importantes, como:
- Membro da Comissão Especial (CE)
- Membro da Comissão Constituição, Justiça e Redação (CCJR)
- Membro da Comissão de Assunto Econômicos (CAE)
- Vice-Presidente Comissão de Assuntos Municipais e Desenvolvimento Rural e Regional (CAMDRR)
- Presidente da Comissão de Indústria, Comércio e Zona Franca (CICZF)
- Membro da Comissão de Saúde e Previdência (CSP)
- Membro Comissão de Educação (CE)
- Suplente Comissão de Ética (CE)
- Suplente da Comissão da Mulher, da Família e da Pessoa Idosa (CMFPI)

Durante seus dois mandatos, a prioridade sempre foi ouvir o povo, garantindo que suas necessidades tivessem vez e voz. Como parlamentar, Barreto jamais se esquivou de suas obrigações, demonstrando um compromisso constante com a população, lutando por melhorias para a saúde, educação, mulheres, servidores públicos, social e PCDs. 
| Bandeiras        | Leis |
| ANTICORRUPÇÃO    | Lei nº 6.386, de 2 de agosto de 2023: Proíbe a vinculação do Poder Público Estadual, em todas as suas esferas, de forma direta ou indireta, com portais, blogs, provedores de conteúdo e serviços de informação na internet ou com pessoa física com condenação transitada em julgado por crimes cibernéticos e contra a honra em decorrência de propagação de matérias comprovadamente falsas. Lei Ordinária n.º 5.932, de 14 de junho de 2022: Proíbe a nomeação para qualquer cargo de gestão na Secretaria de Estado da Saúde – SES, de pessoas consideradas “fichas sujas”. Lei Ordinária n.º 6.194, de 03 de janeiro de 2023: Dispõe sobre a obrigatoriedade da publicação, em Sítio Eletronico Oficial, de informações detalhadas a respeito das renúncias fiscais no âmbito do Estado do Amazonas. Lei Ordinária n° 5.311, de 26 de novembro de 2020: Dispõe sobre a proibição da contratação de cônjuge, companheiro, ou qualquer parente consanguíneo ou afim, em linha reta, até o segundo grau, de Secretário de Estado do Amazonas, como prestador de serviços e/ou produtos. Lei Ordinária n° 5.646, de 21 de outubro de 2021: Estabelece penalidades administrativas aos agentes públicos que cometerem atos de corrupção e improbidade envolvendo recursos e bens destinados ao enfrentamento de pandemias e/ou calamidade pública. |
| EDUCAÇÃO         | Lei Ordinária n° 5.728, de 16 de fevereiro de 2022: Institui, no sítio eletrônico da Secretaria de Estado Educação e Desporto, o Portal da Transparência das Escolas Públicas Estaduais, e adota outras providências. |
| MULHER           | Lei nº 6.440, de 18 de setembro de 2023: Estabelece o fornecimento de mamas solidárias às mulheres mastectomizadas que se submeteram à cirurgia para retirada das mamas. Lei Ordinária n° 5.532, de 13 julho de 2021: Institui diretrizes gerais de cooperação e o código sinal vermelho no âmbito do Estado do Amazonas, visando ao combate e à prevenção à violência contra a mulher. Lei Ordinária n° 5.550, de 28 de julho de 2021: Institui e define diretrizes para a Política Pública “Da Dignidade Menstrual” de Conscientização sobre a Menstruação e a Universalização do Acesso ao Protetor Menstrual Higiênico, e dá providências correlatas. Lei Ordinária n° 5.561 de 18 de agosto de 2021: Estabelece o fornecimento de perucas às pessoas com alopecia provocada pela aplicação da quimioterapia e dá outras providências. Resolução Legislativa n° 831, de 16 de dezembro de 2021: Institui, no âmbito da Assembleia Legislativa do Estado do Amazona, o diploma Mulher Cidadã amazonense e dá outras providências. Lei ordinária nº 6.861, de maio de 2024: Dispõe sobre o monitoramento da qualidade de exames de mamografia do Estado. |
| PCD              | Lei Ordinária n.º 6.048, de 24 de novembro de 2022: Institui o selo “Empresa Incentivadora da Aprendizagem e Aplicação de LIBRAS (Língua Brasileira de Sinais)”. Lei Ordinária n° 5.139, de 10 de março de 2020: Institui o setembro azul, campanha de conscientização aos direitos das pessoas surdas, a ser realizada anualmente no mês referido e dá outras providências. Lei Ordinária n° 5.203, de 17 de junho de 2020: Dispõe sobre a obrigatoriedade da da identificação das portas dos gabinetes e salas de repartições públicas e privadas em linguagem braille para acessibilidade aos deficientes visuais. Lei Ordinária n° 5.345, de 29 de dezembro de 2020: Assegura a disponibilização de profissional apto a se comunicar na Língua Brasileira de Sinais - Libras nas unidades e nos órgãos da rede pública de saúde do Amazonas que prestam atendimento à população. |
| SAÚDE            | Lei Ordinária nº 6.470, de 10 de outubro de 2023: Restringe a oferta de embutidos, enlatados e bebidas artificiais, na composição do Cardápio da Alimentação Escolar da rede pública de ensino, no âmbito do Estado do Amazonas. Lei nº 6.757, de 10 de janeiro de 2024: Dispõe sobre a aplicação do teste de provocação oral para diagnóstico de alergias nas unidades da rede pública estadual de saúde Lei Ordinária n.º 6.003, de 28 de julho de 2022: Dispõe sobre a divulgação, em tempo real, da taxa de ocupação de leitos em hospitais públicos estaduais, instalados no âmbito do Estado do Amazonas, na rede mundial de computadores. Lei Ordinária n° 5.052, de 13 de dezembro de 2019: Institui o dia de apoio ao portador de esclerose múltipla. Lei Ordinária n° 5.266, de 29 de setembro de 2020: Cria a política estadual de prevenção, combate e erradicação das doenças transmitidas pelo mosquito Aedes Aegypti no estado do amazonas e dá outras providências. Lei Ordinária n° 5.565, de 18 de agosto de 2021: Assegura ao aluno da rede pública e particular de ensino do estado do amazonas com restrição alimentar ou diagnóstico clínico que exija alimentação diferenciada, cardápio de merenda escolar especial adaptado às suas condições de saúde |
| Servidor Público | Lei Ordinária n° 5.378, de 06 de janeiro de 2021: Dispõe sobre combate a práticas de assédio sexual em estabelecimentos da administração direta e indireta do estado do Amazonas e dá outras providências. Lei Ordinária nº 6.248, de 02 de junho de 2023. Declara de Utilidade Pública o Centro de Vida Independente do Amazonas – CVI. Lei Ordinária nº 6.367, de 02 de agosto de 2023: Declara Utilidade Pública a Rede Feminina de Combate ao Câncer do Amazonas (RFCC-AM). Lei Ordinária nº 6.694, de 04 de janeiro de 2024: Inclui, no Calendário Oficial de Eventos do Estado do Amazonas, o festival de artes integradas “Te Encontro na Barroso”. Lei Ordinária nº 6.719, de 05 de janeiro de 2024: Inclui no Calendário Oficial de Eventos do Estado do Amazonas a Corrida Elizeu Caldas, que acontece no município de Tabatinga, na forma que especifica. Lei Ordinária nº 5.046, DE 18 de dezembro de 2019: Declara de utilidade pública a LORD’S SCHOOL CURSOS LIVRES. Lei nº 6.587, de 27 de novembro de 2023: Determina a comunicação, por parte dos condomínios residenciais, conjuntos habitacionais e congêneres, sobre caso de trabalho análogo a escravidão ou trabalho infantil, no âmbito do estado do amazonas. Lei Ordinária n° 5.712, de 02 de dezembro de 2021: Dispõe sobre a proibição as instituições financeiras e sociedades de arrendamento mercantil a efetuar crédito, na conta de beneficiários do INSS, sem contrato ou consentimento dos mesmos, a fim de efetivar empréstimo consignado. Lei Ordinária nº 6.725, de 05 de janeiro de 2024: Dispõe sobre o direito de reembolso de valor no caso de pagamento de fatura de energia elétrica em duplicidade, na forma que especifica. Lei Ordinária n.º 6.041, de 22 de novembro de 2022: Cria o selo “Empresa amiga da população em situação de rua” no âmbito do estado do Amazonas e dá outras providências. Lei Ordinária nº 5.986, de 20 de julho de 2022: Concede o Título de Cidadão Amazonense ao Senhor Juliano Ralo Monteiro. Lei Ordinária nº 6.348, de 31 de julho de 2023: Inclui no Calendário Oficial de Eventos do Estado do Amazonas a Corrida Extreme, que acontece no município de Anori, na forma que especifica. Lei Ordinária nº 6.066, de 24 de novembo de2022: Dispõe sobre o direito a atendimento, no pavimento térreo de prédios públicos ou privados, de idosos, gestantes, pessoas com deficiência física, dificuldade ou restrição de locomoção, quando inexistente equipamento interno para acesso a pavimentos superiores. Lei ordinária n° 5.126, de 16 de março de 2020: Considera de utilidade pública a associação de apoio lar de vitórias e dá outras providências. Lei Ordinária n° 5.445, de 05 de maio de 2021: Regulamenta o atendimento preferencial às pessoas em estabelecimentos públicos ou privados, na forma que SOCIAindica e dá outras providências. Lei Ordinária n° 5.573, de 18 de agosto de 2021: Institui a política de superprioridade aos idosos maiores de oitenta anos, em consonância com a Lei N. 10.741/2003 e dá outras providências. Lei Ordinário n° 5.642, de 04 de outubro: Inclui no Calendário Oficial de Eventos do Estado do Amazonas as festividades alusivas do município de Presidente Figueiredo, na forma que especifica. |

As lutas de Wilker Barreto não se baseiam apenas em palavras, ele é um realizador. Prova disso são as emendas que destinou ao longo desses 6 anos para causas negligenciadas pelos órgãos competentes. Barreto aloca emendas que transformam a vida do povo.
| Município                        | 2020 | 2021 | 2022 | 2023 | 2024 | Total |
| Alvarães                         |      |      | 1    |      | 1    | 2     |
| Barcelos                         |      |      | 1    | 3    |      | 4     |
| Benjamin Constant                |      |      | 1    | 1    |      | 2     |
| Jutaí                            |      | 1    | 2    | 1    |      | 4     |
| Manicoré                         |      |      |      |      | 1    | 1     |
| Municípios do Estado do Amazonas |      | 1    |      |      |      | 1     |
| Santo Antônio do Içá             |      | 1    | 6    | 5    | 1    | 13    |
| São Paulo de Olivença            |      |      | 1    | 1    |      | 2     |
| São Sebastião do Uatumã          |      | 1    | 2    | 1    |      | 4     |
| Tabatinga                        |      |      |      | 1    |      | 1     |
| Tefé                             |      |      |      | 1    |      | 1     |
| Alvarães                         |      |      |      | 1    |      | 1     |
| Alvarães                         |      | 1    |      |      |      | 1     |
| Anamã                            |      |      |      | 1    |      | 1     |
| Anori                            |      |      | 2    | 4    | 2    | 8     |
| Barcelos                         | 1    | 2    |      |      | 1    | 4     |
| Benjamin Constant                |      | 1    | 1    | 1    | 1    | 4     |
| Canutama                         |      |      |      | 1    | 1    | 2     |
| Capital e Interior               |      |      | 1    | 1    | 4    | 6     |
| Fonte Boa                        |      | 1    | 1    |      |      | 2     |
| Interior e comunidades do Estado |      |      |      |      | 2    | 2     |
| Itacoatiara                      |      | 1    |      | 1    |      | 2     |
| Japurá                           |      |      | 1    | 2    | 1    | 4     |
| Manaus                           | 6    | 4    | 2    | 8    | 15   | 35    |
| Maraã                            |      |      |      | 1    |      | 1     |
| Presidente Figueiredo            |      | 1    |      |      |      | 1     |
| Santa Izabel do Rio Negro        | 2    |      |      |      |      | 2     |
| São Gabriel da Cachoeira.        |      |      |      | 1    |      | 1     |
| São Paulo de Olivença            |      | 1    |      | 3    |      | 4     |
| Tabatinga                        | 2    | 1    | 1    | 7    |      | 11    |
| Tapauá                           |      |      |      | 3    | 1    | 4     |
| Tefé                             |      |      | 1    |      | 1    | 2     |
| Tonantins                        |      | 1    | 2    | 1    |      | 4     |
| Uarini                           | 1    | 1    | 2    |      |      | 4     |
| Total Geral                      | 12   | 19   | 28   | 50   | 32   | 141   |